# Martin Hellinger

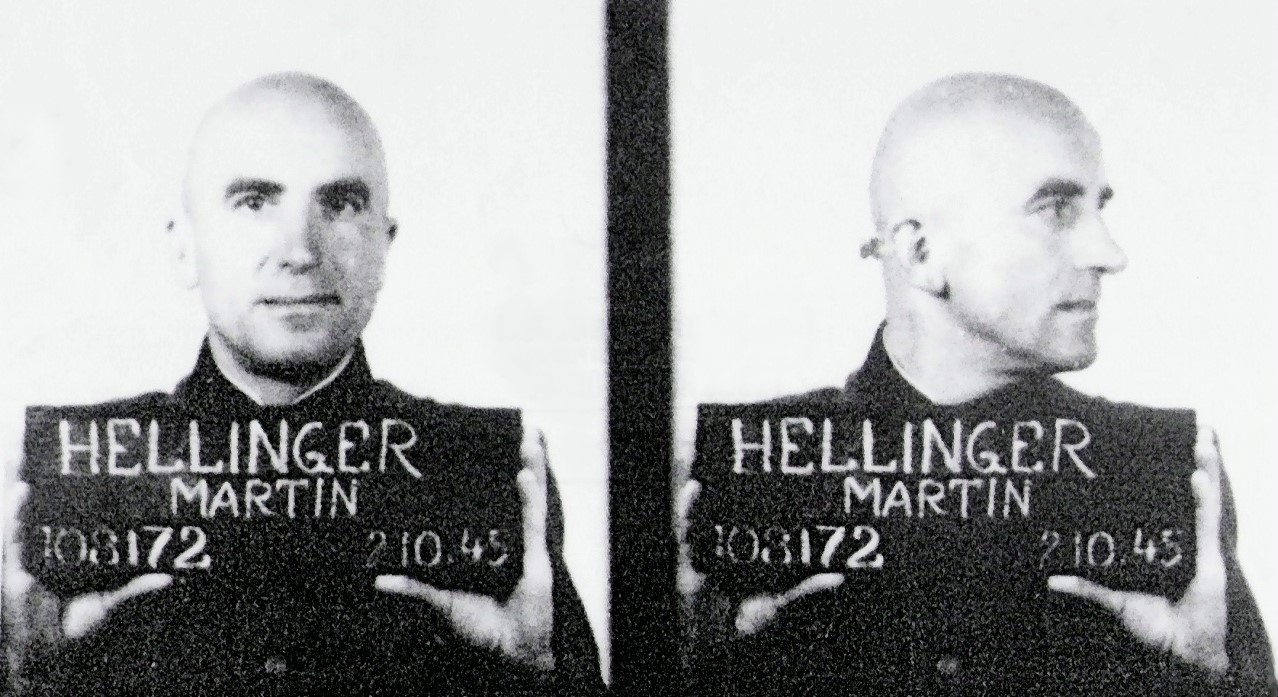
Bild von Zahnarzt Martin Karl Hellinger

Karl Martin Hellinger (* 17. Juli 1904 in Pirna; † 13. August 1988 in Hamburg) war ein deutscher Zahnarzt, SS-Hauptsturmführer und als Lagerarzt in mehreren Konzentrationslagern tätig.

## Leben
Nach Besuch des Realgymnasiums und der Universität Leipzig legte er 1927 sein Staatsexamen in Zahnmedizin ab.
Zum 1. Mai 1933 trat er der NSDAP bei (Mitgliedsnummer 2.969.503), im Juli 1933 der SS (SS-Nummer 134.328). 1939 wurde er zum Obersturmführer befördert und im September 1939 zur Wehrmacht einberufen, aus der er im Dezember 1940 als Gefreiter entlassen wurde. Im Februar 1941 wurde Hellinger im Rang eines SS-Hauptscharführers in die Waffen-SS einberufen. Im November 1944 erfolgte die Beförderung zum Hauptsturmführer.
Seine Einsatzorte waren das KZ Sachsenhausen von März bis Oktober 1941 als Truppenzahnarzt, als Leiter des zahnärztlichen Dienstes war er im KZ Flossenbürg von Oktober 1941 bis März 1943 und im KZ Ravensbrück von März 1943 bis April 1945 tätig.

## Ravensbrück-Prozess
Vor Gericht gab Hellinger im ersten der sieben Ravensbrück-Prozesse zu, die Goldzähne der Toten persönlich herausgebrochen oder einen Häftling damit beauftragt zu haben, dies sei seine vorrangige Arbeit als Zahnarzt im Lager gewesen.
Während der Hinrichtungen waren er und der Standortarzt Percival Treite im Krematorium und warteten auf die Leichen, die ihnen von den Häftlingen gebracht wurden, um die Goldzähne zu ziehen. Vor Gericht verneinte er trotzdem, etwas von den Geschehnissen im Lager mitbekommen zu haben, er sei ausschließlich mit seinem ärztlichen Dienst beschäftigt gewesen.
Hellinger wurde am 3. Februar 1947 in Hamburg zu 15 Jahren Haft verurteilt und nach acht Jahren wegen „guter Führung“ am 14. Mai 1955 entlassen.